# Gymnodia cilifera
Gymnodia cilifera är en tvåvingeart som först beskrevs av Malloch 1920.  Gymnodia cilifera ingår i släktet Gymnodia och familjen husflugor. Inga underarter finns listade i Catalogue of Life.